# Chaim Topol
Chaim Topol, vaak gewoonweg Topol genoemd, (Hebreeuws: חיים טופול) (Tel Aviv, 9 september 1935 – aldaar, 8 maart 2023) was een van de internationaal bekendste Israëlische acteurs.

## Biografie
Chaim Topol werd in 1935 geboren in Tel Aviv. Hij acteerde met onder anderen Arik Einstein in de amusementgroep Green Onions, die hij zelf stichtte. 
Onder zijn vele bekende rollen in speelfilms zijn Milos Columbo in de James Bondfilm For Your Eyes Only, Mr. Apfelschnitt in Left Luggage, Sallah Shabati in Sallah Shabati en Tevye in Fiddler on the Roof. Voor zijn rol als Tevye, waarschijnlijk zijn beroemdste, won hij een Golden Globe en werd hij genomineerd voor een Oscar voor beste mannelijke hoofdrol in 1971.
Ook speelde hij in vele toneelproducties op Broadway en in Israëlische theaters.
Topol overleed in 2023 op 87-jarige leeftijd. Hij leed aan de ziekte van Alzheimer.

## Filmografie (selectie)
- Sallah Shabati, 1964
- Fiddler on the Roof, 1971
- Flash Gordon, 1980
- For Your Eyes Only, 1981
- Left Luggage, 1998